# جوزيف باتريك ديلاني
جوزيف باتريك ديلاني (بالإنجليزية: Joseph Patrick Delaney)‏ هو كاهن كاثوليكي أمريكي، ولد في 19 أغسطس 1934 في فول ريفر في الولايات المتحدة، وتوفي في 12 يوليو 2005 في فورت وورث في الولايات المتحدة.